# 香雪園
香雪園（こうせつえん）は北海道函館市にある庭園（風景式庭園）。見晴公園内にある。

## 概要
行商から身を興して北海道内で有数の呉服商となった岩船峯次郎により、1898年（明治31年）頃（一説には明治28年もある）温泉保養地として豪商の別荘が建ち並ぶようになった湯川地区に造成された。香雪園という名は、大正時代に来函した浄土宗知恩院の貫主に「雪の中に梅香る園」という意味で名付けられたとされている。岩船家は、商売繁盛の恩返しのため公衆トイレや芝生広場をつくって1927年（昭和2年）から市民に無料開放した。1955年（昭和30年）になると市と岩船家の間で無償賃借契約を結び、隣接するゴルフ場を含めて都市計画決定した。1959年（昭和34年）には市が岩船家所有の土地を買収した。
13ヘクタールを超える園内には、書院造風の園亭や池などからなる純和風の園亭庭園区、渓流の滝組などが見事な景観を呈している渓流庭園区、さらに煉瓦造の温室と沈床式花壇などからなる西洋風の温室庭園区により構成されており、各庭園区が空間を共有しあって景観を構成していることが特徴となっている。
2001年（平成13年）に香雪園は国の「名勝」に指定され、北海道内で唯一の国指定文化財庭園となった。
2009年（平成21年）から『はこだてMOMI-Gフェスタ』を開催しており、紅葉を楽しむことができる。

## 参考資料
- “旧岩船氏庭園（香雪園）”.  市立函館博物館. 2012年6月5日時点のオリジナルよりアーカイブ。2015年7月14日閲覧。